# چانگل
چانگل (به لاتین: Changle) یک county-level city در جمهوری خلق چین است که در فوجو واقع شده‌است.